# Mesure de gestion
En procédure civile québécoise, les mesures de gestion sont les catégories de décisions énumérées à l'article 158 du Code de procédure civile du Québec que le tribunal peut prendre à tout moment de l'instance afin de mieux gérer le déroulement de celle-ci.

## Marge d'intervention accrue des tribunaux
Lors de la réforme de la procédure civile en 2016, le législateur québécois souhaitait donner davantage de pouvoirs aux tribunaux pour intervenir en cas de délais, d'abus ou de dérapages entre les parties lors de l'instance, non seulement pendant le procès, mais également pendant toute la période qui précède celui-ci. Par exemple, il a donné aux tribunaux le pouvoir d'imposer aux parties une expertise commune afin d'éviter les batailles d'experts à n'en plus finir. Cette politique législative traduit un changement important, car bien qu'ils ont pu être passifs autrefois, les juges judiciaires sont désormais appelés à adopter une attitude plus interventionniste dans le déroulement de l'instance judiciaire. 

## Types de décisions que le tribunal peut prendre
D'après l'art. 158 CPC, les mesures de gestion que le juge peut décider sont les suivantes : 
1. prendre des mesures propres à simplifier ou à accélérer la procédure et à abréger l'instruction, en se prononçant notamment sur l'opportunité de joindre, disjoindre ou scinder l'instance, de préciser les questions en litige, de modifier les actes de procédure, de limiter la durée de l'instruction, d'admettre des faits ou des documents, d'autoriser des déclarations pour valoir témoignage ou de fixer les modalités et le délai de communication des pièces et des autres éléments de preuve entre les parties, ou encore en invitant les parties à participer soit à une conférence de gestion, soit à une conférence de règlement à l'amiable ou à recourir elles-mêmes à la médiation ;
2. évaluer l'objet et la pertinence de l'expertise, qu'elle soit commune ou non, en établir les modalités ainsi que les coûts anticipés et fixer un délai pour la remise du rapport; si les parties n'ont pu convenir d'une expertise commune, apprécier le bien-fondé de leurs motifs et imposer, le cas échéant, l'expertise commune, si le respect du principe de proportionnalité l'impose et que cette mesure, tenant compte des démarches déjà faites, permet de résoudre efficacement le litige sans pour autant mettre en péril le droit des parties à faire valoir leurs prétentions ;
3. déterminer, si des interrogatoires préalables à l'instruction sont requis, les conditions de ceux-ci, notamment leur nombre et leur durée lorsqu'il paraît nécessaire que celle-ci excède le temps prescrit par le Code ;
4. ordonner la notification de la demande aux personnes dont les droits ou les intérêts peuvent être touchés par le jugement ou inviter les parties à faire intervenir un tiers ou à le mettre en cause si sa participation lui paraît nécessaire à la solution du litige et, en matière d'état, de capacité ou en matière familiale, ordonner la production d'une preuve additionnelle ;
5. statuer sur les demandes particulières faites par les parties, modifier le protocole de l'instance ou autoriser ou ordonner les mesures provisionnelles ou de sauvegarde qu'il estime appropriées ;
6. déterminer si la défense est orale ou écrite ;
7. autoriser la prolongation du délai pour la mise en état du dossier ;
8. prononcer une ordonnance de sauvegarde dont la durée ne peut excéder six mois.